# Benjamín Sastre
Benjamín Sastre fue un militar argentino que luchó en la Guerra de la Triple Alianza y en las guerras civiles argentinas.

## Biografía
Al producirse el ataque paraguayo a la ciudad de Corrientes, Benjamín Sastre revistaba con el grado de capitán en un batallón de infantería de guarnición en Rosario, provincia de Santa Fe. Al ordenarse la movilización en todo el país de la Guardia Nacional, Juan del Campillo, gobernador delegado de la provincia, dispuso reorganizar las fuerzas de la provincia y el 7 de mayo de 1865 designó a Sastre como uno de los capitanes del batallón Santa Fe por recomendación del coronel José María Ávalos.
Estuvo presente en el Pasaje de Paso de la Patria y en las batallas de Tuyutí, Yataití-Corá y Sauce.
En la batalla de Curupaytí el batallón Santa Fe, al mando del teniente coronel Joaquín Lora, fue designado por el general Bartolomé Mitre para servir de vanguardia a todo el ejército argentino, en brigada con el batallón Rosario (mayor Racedo) y el 5.º de línea. 
En el combate iniciado a las doce y media por el asalto frontal de las tropas de la brigada al mando de Ávalos, en descubierta y bajo el fuego de la artillería paraguaya, la brigada consiguió llegar a las trincheras encabezada por el subteniente abanderado Mariano Grandoli pero tuvo que retirarse con fuertes bajas. Durante el asalto, Lora fue herido y Sastre asumió el mando del batallón hasta ser también herido.
Su batallón luchó en Tuyú-Cué, Laguna y Lomas Valentinas. A bayoneta, el batallón tomó los desfiladeros de Ascurra, luchando luego en Cerro San Joaquín y en Villeta. Finalizada la guerra, el batallón regresó a Rosario al mando del teniente coronel Enrique Spika.
Al producirse la revolución de 1874 Benjamín Sastre, quien revistaba como teniente coronel, formó parte del estado mayor del general José Miguel Arredondo. Tras su victoria en la primera batalla de Santa Rosa (que le permitió entrar triunfalmente en Mendoza y San Juan) Sastre actuó como su representante plenipotenciario en las infructuosas tratativas con el coronel Julio Argentino Roca en diciembre de 1874, en vísperas de la segunda batalla de ese nombre donde Roca resultó victorioso.
Participó de la defensa de Buenos Aires durante la revolución de 1880 al mando del batallón de voluntarios General Lavalle 1.º.
Ignacio Fotheringham lo llama "un brillante jefe de infantería, de largos y meritorios servicios, un cumplido caballero".
Era cuñado del Dr.Abel Bazán, quien llegaría a ser Ministro de la Corte Suprema de Justicia.
Un Benjamín Sastre fue encargado en el transcurso de la década de 1890 por el gobierno de la provincia de Córdoba para mensurar y vender las tierras de la futura colonia Deán Funes a los inmigrantes que arribaran a la zona, con el objeto de trabajarlas y poblarlas.
Sastre procedió por su cuenta a adquirir tierras en el área entre los años 1890 y 1894, adquiriendo un total de 13.586 hectáreas, a un valor promedio de $12,11 la hectárea. En 1899 revendió a José Ariaudo para concretar la colonia 1.642 hectáreas a 30 pesos, una ganancia de casi el 150%.
Uno de sus hijos, Carlos Sastre, continuó siendo un importante propietario en Córdoba. Un Benjamín Sastre participó en la última década del siglo XIX y en las primeras del siglo XX del desarrollo de la red ferroviaria en el país.